# فوز الشرقاوي
فوز الشرقاوي (24 مايو 1984 -)، ممثلة بحرينية. وهي ابنة الشاعر علي الشرقاوي والشاعرة فتحية عجلان، وشقيقة الممثلة في الشرقاوي والمرشحة النيابية فيض الشرقاوي. شاركت وحصلت العديد من الجوائز من خلال خشبة المسرح، ومن أعمالها التلفزيونية مسلسل فرجان لول، ومسلسل صانعو التاريخ، ومسلسل بحر الحكايات وأخيرًا مشاركتها بحلقة واحدة من مسلسل برايحنا.